# Lista de penínsulas do Japão
As Penínsulas do Japão incluem:

## Hokkaido
- Península de Shiretoko, na costa leste
- Península de Notsuke
- Península de Nemuro
- Península de Oshima, ao sul
  - Península de Kameda
  - Península de Matumae
- Península de Shakotan, no leste

## Honshu
- Península de Tsugaru
- Península de Shimokita
- Península de Oshika (Ojika)
- Península de Boso
- Península de Miura
- Península de Izu
- Península de Atsumi
- Península de Chita
- Península de Oga
- Península de Noto
- Península de Kii

## Shikoku
- Península de Sadamisaki

## Kyushu
- Península de Osumi
- Península de Nishisonogi
- Península de Shimabara
- Península de Nagasaki
- Península de Satsuma

## Okinawa
- Península de Motobu
- Península de Yokatsu